# Jons und Erdme
Jons und Erdme ist ein deutsch-italienisches Spielfilmdrama aus dem Jahre 1959 von Victor Vicas mit Giulietta Masina und Carl Raddatz in den Titelrollen. Eine weitere Hauptrolle spielte der Hollywood-Import Richard Basehart. Der Geschichte lag die gleichnamige Erzählung von Hermann Sudermann zugrunde.

## Handlung
Die eher handlungsarme, stark von stimmungsvollen, grau-regnerischen Bildern bestimmte Geschichte spielt in einer tristen Moor-Landschaft im Litauischen. Erdme ist mit dem deutlich älteren Jons verheiratet, der allzu gern zur Flasche greift. Gemeinsam versucht das Ehepaar, mit viel Mühe und Anstrengung ihr Leben als Bauern mit eigenem Hof zu bestreiten. Die Plackerei und die Unkontrolliertheiten von Jons führen dazu, dass die Ehe à la longue zum Scheitern verurteilt ist. Auch ihre allzu verwöhnte Tochter Katrike ist Erdme keine große Hilfe, stellt sie doch immer nur Ansprüche.
Erdme findet in dem filigranen und jüngeren Schmied Wittkuhn einen Mann, der sie sehr viel besser als ihr trinkender Ehemann versteht und beginnt mit ihm eine heimliche Liebesbeziehung. Als der jähzornige Jons mal wieder einen seiner gefürchteten Wutausbrüche bekommt und alles um sich kurz und klein schlagen will, trägt auch Erdme Blessuren davon, die in ihr den Schluss reifen lassen, ihren Ehemann endgültig zu verlassen. Erdme geht zu Wittkuhn, um mit ihm in eine neue Zukunft zu starten. Doch sie muss bald erkennen, dass Wittkuhn sie längst nicht so sehr benötigt wie ihr letztlich hilfloser Mann Jons, und so kehrt sie eines Tages wider besseres Wissen und zugleich doch reumütig zu Jons zurück.

## Produktionsnotizen
Jons und Erdme wurde ab Mitte April 1959 in den Filmateliers von Berlin-Tempelhof und in Polen gedreht. Die Uraufführung erfolgte am 4. September 1959.
Produzent Kurt Ulrich übernahm mit Heinz Willeg auch die Herstellungsleitung. Die Bauten entwarf Rolf Zehetbauer. Mit Dorothea Sudermann wirkt auch eine direkte Nachfahrin des Vorlagenautors Hermann Sudermann in dieser Verfilmung mit.
Giulietta Masina und Richard Basehart hatten bereits 1954 mit überwältigendem Erfolg gemeinsam in La Strada – Das Lied der Straße und anschließend auch in Die Schwindler gespielt.

## Hintergründe
Produzent Kurt Ulrich beabsichtigte mit diesem Film und der von Julien Duvivier ebenfalls 1959 gedrehten Anschlussproduktion Das kunstseidene Mädchen aus dem Fahrwasser seichter Massenunterhaltung, die bis dahin seine Produktionspalette ausgezeichnet hatte, auszuscheren. Nachdem er Die Nächte der Cabiria mit Giulietta Masina gesehen hatte, wollte er unbedingt die italienische Starschauspielerin für diese beiden und einen geplanten dritten Film („Die Dreigroschenoper“) verpflichten. Er reiste daraufhin nach Rom und stach bei den Verhandlungen angeblich sogar die Konkurrenz aus Hollywood aus. Nachdem jedoch die beiden deutschen Ulrich-Masina-Kooperationen an den Kinokassen floppte, kam es nicht mehr zu einer dritten Zusammenarbeit mit der Fellini-Gattin. Der geplante dritte Film, Die Dreigroschenoper, ging erst 1962 in Produktion und hatte Hildegard Knef in der Masina-Rolle.
Als Regisseur der italienischen Version gibt der Vorspann Roberto Savarese an.

## Kritiken
Die Bewertungen dieses Films fielen alles in allem eher durchwachsen bis schlecht aus; gelobt wurde vor allem die Kameraarbeit des Schweden Göran Strindberg.

„Bei seinem ersten Gehversuch im Revier des anspruchsvollen Films kam der Berliner Schnulzen-Potentat Kurt Ulrich über einem unzulänglichen Drehbuch (R. A. Stemmle) und einer Fehlinszenierung (Victor Vicas) ins Straucheln. Wenngleich er keine Kosten scheute – er wandte 2,7 Millionen Mark auf, um der ‚La Strada‘-Italienerin Giulietta Masina vor der Kamera des schwedischen Bildkomponisten Göran Strindberg einen mehrwöchigen Aufenthalt in polnischer Sumpflandschaft zu ermöglichen – vermag das kinematographische Endprodukt vielleicht einen Meteorologen, keineswegs aber einen Filmfreund zu fesseln: Bei hartnäckig anhaltendem schlechtem Wetter zerfließt die verfilmte ‚Litauische Geschichte‘ des vollbärtigen Ostpreußen Hermann Sudermann zu quälender Breite.“

„Vom „Blut und Boden“-Stil und vom Heimatfilmgenre weiß sich die neue Verfilmung klug fernzuhalten. Aber obwohl Namen wie Tilsit und Heydekrug fallen, ist das, was man an Sudermann bis heute schätzt, in dem Film nicht vorhanden: die Stärke des Milieus in seinen Erzählungen, die eindrucksvolle Schilderung jener Landschaft an Ostpreußens Grenze nach Litauen herüber. Die Schauspieler können das Idiom der Sprache nicht einmal andeuten, und die Bilder wurden bei Warschau (durch freundliche Unterstützung der Polen) aufgenommen. Manche Kinobesucher wird das enttäuschen. Die Atmosphäre ist dennoch sehr dicht am Anfang, dank der Bilder des schwedischen Kameramannes Göran Strindberg. Die Bildsprache herrscht über das Wort und hat etwas Zwingendes, Bedrängendes. So episch, geheimnisvoll, untermalt von den Rufen der Unken und dem Knarren eines klapprigen Karrens beginnen Filme des eigenwilligen schwedischen Regisseurs Ingmar Bergman. Aber es ist kein Bergman-Film, der Regisseur heißt Victor Vicas (…) Das Moor spielt eine entscheidende Rolle. Aber obwohl es dramatisiert worden ist durch eine Überschwemmung und filmgemäße Schauderszenen, in denen Menschen im Schlamm versinken, wird nur zahm und gefällig angedeutet, was die Gewalt des Wassers und was Schlamm ist. (…) Der Film … verlangt keine Anteilnahme. Intensiver versucht der Regisseur der Tiefe und Tragweite des Verhältnisses zwischen Mann und Frau nachzuspüren. In Giulietta Masina (Erdme) und Karl Raddatz (Jons) hat er zwei intelligente Darsteller, die diese Figuren in kräftigem Umriß zeichnen.“

„Sudermanns beklemmende Geschichte von dem Mädchen Erdme und dem Moorsiedler Jons wird in dieser filmischen Darstellung noch um einiges düsterer. Kaum, daß einmal die Sonne das Bild erhellt. Alles ist grau und schwarz. Nur Wasser, morastiger Boden, gespenstischer Nebel. Eine Glanzleistung von Göran Strindberg hinter der Kamera; die dunkle Melancholie der litauischen Landschaft weiß er vortrefflich einzufangen. Man spürt das Unheil in der nächsten Szene voraus. Regisseur Victor Vicas (der mit R. A. Stemmle das Drehbuch schrieb) betont oft zu sehr die tragischen Konflikte und gleitet an einigen Stellen ins Reißerische ab. Versöhnend die guten darstellerischen Leistungen. Vor allem das überzeugende Spiel der Giulietta Masina. In Richard Basehart und Carl Raddatz fand sie ausgezeichnete Partner.“

Im Lexikon des Internationalen Films heißt es: „Die filmische Bearbeitung der zugrundeliegenden epischen Novelle geriet zur ansehnlichen Mischung aus Dichtung und wirkungsvollem Kintopp.“